# Beatrice DeMille
Matilda Beatrice deMille (Liverpool, 30 de enero de 1853 - Hollywood, 8 de octubre de 1923), de nacimiento Matilda Beatrice Samuel, fue una agente teatral, guionista, dramaturga, actriz de teatro y empresaria anglo-estadounidense. Participó en la fundación de Paramount Pictures. Sus hijos fueron los pioneros cineastas Cecil B. DeMille y William C. deMille. También aparece reseñada como Beatrice C. deMille, Agnes Graham, Tillie Samuel y Mrs. Henry deMille.

## Trayectoria
Nació en Liverpool, Inglaterra, en una familia de judíos alemanes. Emigró a Nueva York con su familia en 1871. Aunque durante su juventud era conocida como "Tillie", cuando conoció a Henry Churchill deMille, este comenzó a llamarla "Beatrice", en referencia a la musa de Dante Alighieri. En 1876 se casó con Henry deMille, un aspirante a actor en Brooklyn, Nueva York. Como era cristiano, ella tuvo que casarse sin la aprobación de su familia.

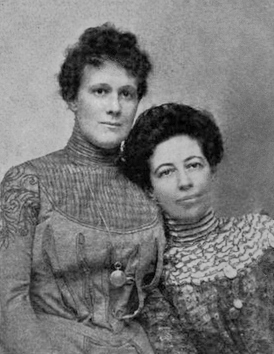
Harriet Ford y Beatrice deMille, de una publicación de 1900

Juntos, Beatrice y Henry deMille trabajaron principalmente como profesores en una escuela preparatoria. Ella enseñaba elocución mientras su marido enseñaba a los niños a componer. Sin embargo, durante las vacaciones  de verano pudieron trabajar como actores itinerantes en algunas producciones teatrales. Ella actuaba bajo el seudónimo de Agnes Graham. Henry comenzó a escribir obras de teatro, muchas de las cuales protagonizaba, y estableció una exitosa colaboración con David Belasco. La pareja tuvo tres hijos: William, Cecil y Agnes, quien falleció a los cuatro años de meningitis espinal.
En 1893, Henry murió repentinamente de fiebre tifoidea. Beatrice deMille, para mantener a su familia, convirtió su casa en Pompton, Nueva Jersey, en la Escuela Preparatoria para Niñas Henry C. deMille. 
Además, comenzó a trabajar como agente teatral, representando las obras de su difunto esposo y otros escritores. En 1900, colaboró con Harriet Ford para escribir su primera obra publicada, The Greatest Thing in The World, dirigida por Liebler & Company y representada en Broadway y en Washington D. C.
En 1907, su escuela cerró debido a problemas financieros y controversias relacionadas con una exalumna, Evelyn Nesbit  siendo la escuela declarada "culpable por asociación". Béatrice se recuperó rápidamente al aceptar la representación de más dramaturgos, incluidos sus hijos. Cecil B de Mille atribuye a su madre el mérito de haberle enseñado a escribir y dirigir.
Su influencia y determinación dejaron una huella significativa en la industria del entretenimiento y en la formación artística de sus hijos, quienes se convirtieron en figuras prominentes en el cine estadounidense. Beatrice fue una negociadora y presentó a su hijo Cecil a Jesse L. Lasky, consiguiendo que este produjera las obras que Cecil escribía y dirigía. Esta colaboración dio lugar a lo que más tarde se convertiría en Paramount Pictures, una empresa que produjo las principales películas mudas de Cecil.
Se mudó a California en 1914 y se le atribuye el lanzamiento de las carreras del actor Victor Moore, que apareció en las películas de su hijo, y de la guionista Beulah Marie Dix. En los siguientes años escribió un buen número de guiones que se convirtieron en películas mudas. Dejó de escribir en 1920 y disfrutó de su riqueza y de la de su hijo.
Matilda Beatrice deMille murió el 8 de octubre de 1923 en Hollywood, California.

## Obras de teatro
- The Greatest Thing in the World (co-autora con Harriet Ford)[5]

## Filmografía
| Año  | Título                  | Descripción                                                                                        |
| ---- | ----------------------- | -------------------------------------------------------------------------------------------------- |
| 1917 | The Devil-Stone         | Historia                                                                                           |
| 1917 | Forbidden Paths         | Escenario – como Beatrice C. deMille                                                               |
| 1917 | The Inner Shrine        | Escenario – como Beatrice deMille                                                                  |
| 1917 | The Jaguar's Claws      | Guion                                                                                              |
| 1917 | Unconquered             | Historia – como Beatrice C. de Mille                                                               |
| 1917 | Sacrifice               | Guion                                                                                              |
| 1917 | Castles for Two         | Guion – como Beatrice C. deMille) / (historia "Niña rica – Niña pobre" – como Beatrice C. deMille) |
| 1917 | Betty to the Rescue     | Escritor                                                                                           |
| 1916 | The Years of the Locust | Guion                                                                                              |
| 1916 | The Heir to the Hoorah  | Escenario – como Beatrice C. deMille                                                               |
| 1916 | The Storm               | Jugar                                                                                              |
| 1916 | Each Pearl a Tear       | Escenario – como Beatrice C. deMille                                                               |